# Камінський Анатолій Володимирович
Анато́лій Володи́мирович Камі́нський (рос. Анатолий Владимирович Каминский, рум. Anatoli Kaminski; нар. 15 березня 1950, Балей) — державний та політичний діяч невизнаної Придністровської Молдавської Республіки, українського походження. Голова Верховної Ради ПМР (з 2009 року). Голова Центральної ради партії «Оновлення». Кандидат у президенти ПМР на виборах 2011 року, де разом із Євгеном Шевчуком пройшов до другого туру, що відбувся 25 грудня 2011 року.